# Lycoperdina bovistae
Lycoperdina bovistae – gatunek chrząszcza z rodziny wygłodkowatych i podrodziny Lycoperdininae.
Gatunek ten opisany został po raz pierwszy w 1792 roku przez Johana Christiana Fabriciusa jako Galleruca bovistae.
Chrząszcz o ciele długości od 4 do 4,5 mm. Ubarwiony połyskująco czarno, rzadziej z brunatnoczerwonymi: głową, czułkami, wierzchołkiem  pokryw i odnóżami. Czułki mają słabo zaznaczone buławki.  Długość trzeciego członu czułków nie przekracza dwukrotności jego szerokości. Wewnętrzna krawędź żuwaczki zaopatrzona jest w drobny ząbek. Punktowanie głowy jest skąpe, przedplecza nadzwyczaj skąpe i delikatne, pokryw skąpe i bardzo delikatne, zaś na tarczce punktów brak zupełnie. Przedplecze jest prawie tak szerokie jak długie, sercowate w zarysie, zwężone ku tyłowi, o dobrze zaznaczonych bruzdach bocznych i nasadowej, na przedniej krawędzi zaopatrzone w błonę strydulacyjną. Bardzo wąskie przedpiersie nie sięga za panewki bioder przedniej pary. Pokrywy są jajowate z dobrze rozwiniętymi guzami barkowymi, porośnięte delikatnym omszeniem, wzdłuż szwu silnie wgniecione, o kompletnej bruździe przyszwowej. U samca golenie odnóży przedniej pary pozbawione są dużego zęba na brzegu wewnętrznym, a te odnóży środkowej i tylnej pary mają wierzchołki zagięte dośrodkowo.
Owad mykofagiczny. Larwy rozwijają się w dojrzałych owocnikach purchawkowatych, głównie czasznicy oczkowatej, purchawki chropowatej i purchawki gruszkowatej. Owady dorosłe spotyka się w grzybach z rodziny purchawkowatych, rzadziej w grzybach kapeluszowych, zmurszałym drewnie i ściółce.
Gatunek  palearktyczny, znany z Czech, Danii, Francji, Holandii, Litwy, Niemiec, Polski, Portugalii, Słowacji, Szwecji, Węgier, Wielkiej Brytanii i Włoch. Występuje od nizin po niższe położenia górskie. W Polsce rzadki.